# Farol da Ponta do Lobo
Der Farol da Ponta do Lobo ist ein Leuchtturm am Kap Ponta do Lobo im Osten der Insel Santiago im atlantischen Inselstaat Kap Verde. Er gehört administrativ zum Concelho São Domingos.
Der Leuchtturm wird von der Direcção Geral de Marinha e Portos (DGMP) betrieben.

## Lage
Die Ponta de Lobo ist der östlichste Punkt der Insel, nordöstlich der Stadt Praia. Das Kap hat nur eine geringe Ausdehnung von ca. 500 × 200 m. Im Norden schließt sich Porto Lobo mit seiner Bucht an und nur 100 m entfernt verläuft der 15. Breitengrad.
Der Farol de Ponta do Lobo wurde 1887 erbaut und 2004 reaktiviert.

## Architektur
Der Leuchtturm hat einen trapezförmigen Grundriss und ist neun Meter hoch. Angebaut ist ein einstöckiges Leuchtturmwärterhaus. Er ist aus grauen Steinen errichtet.
Die Feuerhöhe liegt bei 17 m, das Signal sind vier weiße Blitze in einer Periode von fünfzehn Sekunden. Seine Reichweite beträgt 6 nms (ca. 11 km).
Identifikationen: Amateur Radio Lighthouse Society (ARLHS): CAP-006; PT-2125 – United Kingdom Hydrographic Office (Admiralty): D2882 – National Geospatial-Intelligence Agency (NGA): 113-24220.